# È colpa mia: Londra
È colpa mia: Londra (My Fault: London) è un film del 2025 diretto da Charlotte Fassler e Dani Girdwood, basato sul romanzo omonimo di Mercedes Ron. È il remake inglese del film spagnolo del 2023 È colpa mia?.

## Trama
La diciottenne Noah si trasferisce a Londra dagli Stati Uniti con la madre e il nuovo amore di lei William, un ricco uomo d'affari.

## Distribuzione
Il film è stato distribuito in streaming sulla piattaforma Amazon Prime Video il 13 febbraio 2025.